# Dunedinia denticulata
Dunedinia denticulata là một loài nhện trong họ Linyphiidae.
Loài này thuộc chi Dunedinia. Dunedinia denticulata được Alfred Frank Millidge miêu tả năm 1988.

## Hình ảnh

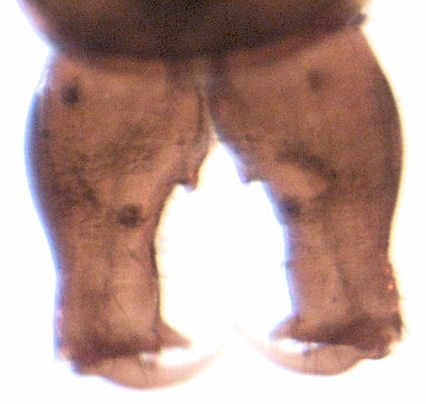